# Conscience (Hegel)
Pour les articles homonymes, voir Conscience (homonymie).
 (août 2024).
 (décembre 2009).
La forme ressemble trop à un extrait de cours et nécessite une réécriture afin de correspondre aux standards de Wikipédia.
Les trois premiers chapitres de la Phénoménologie de l'Esprit de Hegel ont pour sujet commun l'attitude de la conscience. Celle-ci s'élève de la certitude sensible à la perception, puis accède à l'entendement, qui permet le passage à la conscience de soi.

## Présentation
L’homme s’oppose au monde, c’est la conscience du monde extérieur. Considérant ce point, nous voyons que celle-ci passe elle-même par plusieurs moments.
- La sensibilité, qui est la certitude immédiate d’un objet extérieur : l’objet est simplement, et il est un ceci, donné dans l’espace et le temps, ici et maintenant. Il est bien distinct et déterminé. Cette conscience est en apparence d'une richesse infinie : elle s’étend à tout ce qui est dans le temps et l’espace. Mais l’ici et le maintenant du ceci, de tel objet, disparaissent (l’objet change, est détruit, etc.), tandis qu’il y a toujours un ceci et un maintenant en général, s’appliquant à tous les ici et maintenant. L’ici et le maintenant, dans leur universalité (généralité) ne sont donc aucun ici et maintenant en particulier, mais une multiplicité de moments et de lieux. Ce qui est donné, la certitude de la sensibilité, ce n’est donc pas une détermination sensible, un ici et maintenant, mais une 'perception' universelle. L’objet devient donc l’inessentiel : la négation de la conscience sensible nous fait parvenir à l’universel, à la perception.

- La perception nous élève donc à l’universel, qui est la vérité de la sensibilité ; c’est un mixte de déterminations sensibles et de déterminations réflexives. L’objet de la perception est la chose et ses déterminations. Ces déterminations sont immédiates dans la sensibilité (ici et maintenant) et pourtant médiatisées par notre relation avec elles. Elles appartiennent à la chose dans sa singularité, mais sont en même temps universelles car, d’une part, elles peuvent être attribuées à d’autres choses, et, d’autre part, elles sont indépendantes les unes des autres (par exemple : couleur, poids, étendue, etc). La relation du sujet à l’objet est ainsi constitutive des propriétés de l’objet ; c’est pourquoi ces propriétés se modifient et sont ainsi des accidents de la chose. Mais puisque les choses ne sont rien d’autre que leurs propriétés, elles se transforment, deviennent, ou, autrement dit, disparaissent et surgissent sans cesse. Dans ces modifications, le modifiable est supprimé et ce qui reste est le devenir, la modification elle-même.

- L’entendement, s’il est aussi déterminé accidentellement, saisit également l’essentiel qui demeure dans le changement des choses : il est la conscience en tant qu’elle 'considère l’intérieur des choses', i.e. la force qui, identique à elle-même et se réalisant, s’extériorise et lie les déterminations universelles entre elles. Cet intérieur est la pensée ou 'concept' de l’objet, qui est la propre forme de la conscience, par laquelle elle se prend elle-même pour objet. La différence entre le sujet et l’objet s’est donc abolie, et elle laisse place à la conscience de soi.

Ce chapitre analyse la dialectique du savoir sensible, l’expérience, et l’objet et le sujet qui la constituent par leur devenir, jusqu’à la perception.
Notre premier savoir est la certitude sensible immédiate, pas encore conceptuelle. C’est la certitude sensible, connaissance immédiate dont le contenu concret possède deux caractéristiques :
- sa richesse nous semble ne pas avoir de limites autres que l’espace et le temps.
- cette connaissance semble être la plus vraie, parce qu’elle ne quitte pas son objet qu’elle a devant elle.

Mais cette certitude est en réalité très pauvre, car son contenu se résume au constat que telle chose ou qu’un « je » singulier est. La certitude sensible n’est donc qu’une « relation pure immédiate, » l’être pur constitue son essence.
Cette certitude est cependant constituée principalement de deux termes intermédiés, ce « Je »-ci et cet objet-ci qui sont chacun de leur côté. Ces termes de la relation n’existent pas séparément : la certitude du « je » passe par la chose, et la chose est certaine par l’intermédiaire du « je ». À chaque fois, l’essence de la certitude est exemplifiée par un ceci.
Il a deux aspects fondamentaux : maintenant et ici. Il y a toujours un « maintenant », c'est un universel, vérité de la certitude sensible.
Par le langage, en effet, nous énonçons l’universel, mais nous ne pouvons fixer ceci que nous avons à l’esprit.
L’analyse sera la même pour le « ici ». L’être pur de la certitude sensible est essentiellement médiation et négation, par opposition à l’opinion, et que l’objet est l’inessentiel. La certitude sensible n’est plus dans l’objet, mais se retrouve dans le « je », dans l’objet en tant qu’il est mon objet. En quoi consiste alors ce « je » auquel se rapportent le « maintenant » et le « ici » ?
Le « je » est soumis à la même dialectique : la certitude du « je » est niée par un autre « je » qui possède la même certitude. Le « je » ne demeure donc qu’en tant qu’universel. On reconnaît ici une formulation du principe aristotélicien : il n’y a pas de science du singulier.
« Il apparaît clairement que la dialectique de la certitude sensible n’est rien d’autre que la simple histoire de son mouvement ou de son expérience, et que la certitude sensible elle-même n’est rien d’autre que simplement cette histoire. » Cet universel de notre expérience fait également apparaître la Nichtigkeit, la nullité (« la qualité de néant »), de la réalité des choses sensibles.
Ce que nous exprimons donc par notre langage, et ce que nous percevons et tenons pour vrai, c’est toujours l’ensemble (« un Ici d’autres Ici ») à la place du savoir immédiat par laquelle ce chapitre avait commencé.

### Exposé détaillé

#### Introduction
Ce chapitre parcourt la dialectique du sujet et de l’objet du savoir sensible jusqu’à la perception. La certitude sensible est immédiate, elle n’a pas besoin d’un savoir ou concept médiat. Si elle parait riche, elle est en fait abstraite et pauvre en informations puisque sa vérité contient seulement l’être de la chose. C’est l’être parménidien. Le singulier sait un pur singulier, ils sont deux termes intermédiés, qui n’existent pas séparément : la certitude du « je » passe par la « chose », et la « chose » est certaine par l’intermédiaire du « je ». Dans chaque cas, l’essence de la certitude est exemplifiée par un ceci.

#### 1. L’objet de la sensation: le ceci

##### Introduction
L’objet est d’essence immédiate, alors que le sujet est médiatisé (le savoir n’est pas si l’objet n’est pas). Mais l’objet est-il essentiel dans la certitude sensible ? Le ceci a deux aspects fondamentaux : maintenant et ici.

##### Dialectique dununc(maintenant)
Le maintenant est la nuit ; à midi, cette vérité se sera éventée. Le « maintenant » essentiel (qui se conserve) n’est pas l’immédiat (la nuit), mais un « maintenant » médiatisé (le « maintenant » a besoin de la nuit pour exister, et aussi que ce ne soit plus la nuit). Il se conserve par le fait qu’autre chose n’est pas. « Maintenant » est un « non-ceci », médiatisé par la négation, nous le nommons un universel. Nous nous représentons le sensible, mais nous nommons l’universel, médiatisé par le sensible. [Réfutation du sensualisme].

##### Dialectique duhic(ici)
L’ « ici » lui-même ne disparaît pas, il est et demeure dans la disparition de la maison, de l’arbre, etc. Le ceci se montre à nouveau comme simplicité médiatisée, ou comme universalité.

##### Transition
Le pur être est ce qui demeure. Dans la certitude sensible, la vérité est l’universel médiatisé, et non l’immédiat que nous visions au départ comme être.

#### 2. Le sujet de la sensation: le moi abstrait

##### Introduction
L’essence est donc être passée de l’objet au savoir auparavant inessentiel. L’objet est, parce que moi, j’ai un savoir de lui. La certitude est refoulée dans le moi.

##### Dialectique duhic et nunc
La certitude sensible se trouve dans l’immédiateté du voir, de l’entendre, etc.
Mais si moi, je vois l’arbre, un autre moi voit la maison, etc. Ces deux vérités ont la même authenticité [Réfutation du solipsisme].
Ce qui ne disparaît pas (conservé, aufgehoben) c’est le moi en tant qu’universel. Le moi comme universel est en fait un étant singulier qui réalise dans son existence, ici et maintenant, la manifestation du soi; c'est-à-dire de l'Un, dans le sens du Monde, de l'Être. Le Tout ne pouvant être conscience que dans le particulier.

##### Transition
En disant un « Je » singulier, je dis d’une manière générale tous les Je. » On reconnaît ici une formulation du principe aristotélicien : il n’y a pas de science du singulier. La science ne peut ainsi dire ce qu’elle vise, du savoir ou de l’objet.

#### 3. La sensation dans son ensemble

##### Introduction
La certitude sensible n’est donc dans son essence ni dans l’objet, ni dans le moi. Son immédiateté n’est ni celle de l’un, ni celle de l’autre, elle est dans leur rapport envisagé comme totalité singulière.Laissons-nous identifier à ce moi-ci qui sait avec certitude, et voyons comment est constitué l’immédiat qu’on nous indique.

##### Dialectique dununc
Le maintenant a déjà cessé quand on le montre. Il n’a pas la vérité de l’être. Il se montre en 3 moments :
	J’indique un maintenant vrai.
	Il est passé, supprimé
	Ce qui est passé n’est pas. Négation de la négation.
L’acte d’indiquer un maintenant est un mouvement. Mais le maintenant de la fin du mouvement n’est pas celui du début : il est réfléchi en lui-même, il est simple tout en ayant en lui une multiplicité. C’est l’objet nouveau de la conscience percevante. L’acte d’indiquer est un mouvement qui fait l’expérience que le maintenant est un universel.
[Expérience : Terme de base, qui désigne à la fois le mouvement global de l’accomplissement de la conscience sous la forme de la science et chacune des étapes de ce chemin : expérience de la perception, expérience de la raison observante,. Il implique que l’on s’astreigne à « séjourner » (verweilen) dans la situation déterminée par la réalité d’une figure ; une telle « attention à ce qui est présent comme tel », c’est cela que « l’on nomma expérience » Extrait de Pierre-Jean LABARRIERE « La phénoménologie de l’esprit de Hegel »]

##### Dialectique dehic
L’ici indiqué est un avant, un arrière, qui sont eux-mêmes des hauts et des bas. Il disparaît dans d’autres ici, qui à leur tour disparaissent. Ce qui est tenu ferme, ce qui demeure, c’est un ici négatif, un mouvement.

##### Transition et conclusion
La certitude sensible n’est rien d’autre que l’histoire de son propre mouvement, un être réfléchi. C’est la négation de la réalité des êtres sensibles qui est la vérité de la certitude sensible et non l’inverse [contre Schulze].
On aboutit (comme on le retrouvera dans le domaine pratique cf chap. IV) à douter puis à désespérer de la réalité des êtres sensibles. Les animaux eux l’ont compris puisqu’ils les consomment sans se poser plus de questions. Le ceci sensible est inaccessible au langage qui appartient à la conscience, à l’universel. Le ceci sensible en tant qu’inexprimable est le non-vrai, le non-rationnel. Seul l’acte d’indiquer saisit le vrai de la certitude sensible, qui est un mouvement. Il est le signe que je prends un objet dans sa vérité. Je le perçois.

## La perception ou La chose et l’illusion

### A Introduction

#### 1. La perception dans son ensemble
Dans la certitude sensible tombe dans la conscience la vérité du percevoir, mais elle rate son « essentiel » : le ceci car sa vérité est l’universel du percevoir. La perception, par contre, atteint son but « essentiel », l’universel. Elle ne dit pas : « ceci est », mais « je perçois ceci ».
Les moments de la perception : le « je » et l’ « objet » universel, ne se distinguent qu’au niveau du phénomène : le percevoir est un mouvement alors que l’objet est quelque chose de simple. Essentiellement ils sont une seule et même chose. Mais pour la conscience, en tant qu’ils sont opposés, un seul peut être essentiel. C’est d’abord le perçu qui est simple alors que le percevoir semble pouvoir être ou ne pas être.

#### 2. L’objet de la perception
La simplicité de l’objet est médiatisée, car l’objet est universel (à base de négation). Le ceci est donc un non-vrai sursumé, déterminé par des propriétés.
a) L’objet en tant qu’universel positif
Les propriétés sont indifférentes les unes aux autres, elles se compénètrent dans la chose sans se toucher.
b) L’objet en tant qu’universel négatif.
Pourtant, les propriétés ne sont « déterminées » que dans la mesure où elles excluent leur négation auxquelles elles se rapportent. Ainsi, l’unité simple du medium n’est pas simplement un « aussi », mais aussi « unité excluante ».
c) L’objet en tant qu’un tout.
C’est dans ces moments pris ensemble que la chose semble achevée comme le vrai de la perception.
	Universalité passive indifférente, le « aussi »
	La négation comme simple, ou le un, l’acte d’exclure les propriétés opposées.
	L’universalité sensible, ou unité immédiate de l’être et du négatif, est la synthèse du un et de l’universalité pure. C’est la chose.

#### 3. Le sujet de la perception
L’illusion : inégalité de l’objet à lui-même, ne peut être le fait que de la conscience en tant qu’inessentielle.

### B. Dialectique

#### 1. Introduction
L’expérience de la conscience est donc la gestion des contradictions que nous avons rencontré dans l’objet.

#### 2. L’objet de la perception
L’objet que j’appréhende se propose comme essentiel, mais j’aperçois en lui la propriété (d’être une chose) universelle. La non-vérité tombe donc dans moi, en saisissant l’objet comme communauté. Ce qui n’est pas possible, ainsi je perçois maintenant l’objet comme opposé, excluant. Mais dans le un séparé, je trouve beaucoup de propriétés indépendantes, donc je ne le saisissais pas correctement. L’objet devient alors pour la conscience « medium communautaire universel », lui-même battu en brèche en tant que « simple et vrai », en tant qu’être. N’étant ni propriété (de quelque être) ni un être (phénoménal, sans négativité), il va repasser par la perception mais du point de vue de la dialectique du sujet.

#### 3. Le sujet de la perception

##### a) Introduction
La conscience fait l’expérience (dans le 2.) que le vrai du percevoir est sa résolution dans elle-même à partir du vrai [de l’objet]. Le percevoir n’est donc pas un pur acte de saisir, mais un acte de saisir réfléchi dans soi, à partir et hors du vrai. L’altération du vrai par la conscience lui est ainsi connu, donc elle maintiendra pur l’objet.
Elle distingue donc son acte de saisir le vrai de la possible non-vérité de son percevoir. Le « je » de la perception se connaît à la fois comme vrai et non-vrai, il sursume cette non-vérité dans une complexification de l’acte de saisir.

##### b) Le moi en tant que medium et la chose en tant qu’unité
J’ai à maintenir fermement la chose comme « un ». Si dans la perception ceci est contredit, cela est du fait de ma réflexion. Dans ma perception sont les diverses propriétés qui paraissent être propriétés de la chose, mais qui tombent en moi du fait de l’unité de la chose. Les qualités sont donc rapportées à mes sens. Je suis le medium universel où ces qualités s’isolent et sont pour moi.

##### c) Le moi en tant qu’unité et la chose en tant que medium
Mais ces qualités, prises séparément, sont aussi des choses de la perception. Elles doivent donc être le vrai, être en elles-mêmes. C’est donc la chose qui est le medium universel où ces propriétés multiples subsistent sans se toucher dans le « aussi ». La conscience est donc ce qui fait l’unité.

##### d) La conscience comprend donc que la chose est aussi contradictoire qu’elle-même
Ce n’est pas seulement son acte de prendre le vrai qui a en lui la diversité du saisir et du revenir en soi, mais le vrai lui-même, la chose, se montre de cette double manière : elle est à la fois essentiellement (pour soi) unité et inessentiellement (pour l’autre) médium

#### 4. La perception dans son ensemble
La conscience croit résoudre les contradictions en les hiérarchisant sur des plans différents : « la contradiction de l’essence objective est répartie en des choses diverses : chacune n’est pas différente d’elle-même, mais seulement de l’autre.
Or c’est précisément par son op-position que la chose est en relation à d’autres, elle n’est essentiellement que cet acte d’être en relation. En excluant, la chose entre en relation, elle n’est plus pour soi. L’objet est d’un seul et même point de vue le contraire de soi-même.

### C. Transition
Mais l’objet est encore « être pour soi conditionné » à côté duquel se trouve un autre être pour soi. Le « bon sens » qui distingue l’universalité et la singularité, l’essentiel de l’inessentiel, se trouve ainsi renvoyé d’une erreur à l’autre. Ce parcours alternatif déterminant le vrai et sursumant ce dernier constitue la vie qui « opine » se mouvoir dans la vérité, alors qu’elle se meut dans l’illusion.
L’universalité absolue inconditionnée est l’essence du vrai.

## Force et entendement

### A. Introduction au chapitre "Force et Entendement"

#### 1. Résumé des deux premiers chapitres
Après avoir dépassé la certitude sensible, la conscience a rencontré les contradictions de l’objet de l’objet de sa perception. Comme unité excluante, il rejette les propriétés particulières dans la conscience, qui n’ont alors pas le statut d’objet. Comme multiplicité de propriété, il renvoie à la conscience les contradictions de l’objet. La conscience ne peut plus tenir pour vrai que ce qui est dépourvu de propriétés, l’universel « inconditionné » Mais celui-ci reste un objet pour la conscience, qui ne se reconnaît pas encore en lui. De plus, pour la conscience, cet universel entre en relation avec elle, sinon il serait simplement opposé et aussi inessentiel qu’elle (comme l’objet de la perception)

#### 2. Thème du chapitre
La conscience a donc dépassé sa propre non-vérité propre et celle de l’objet, mais elle persiste dans l’illusion que le vrai, l’universel inconditionné, gère son essence pour soi-même et qu’elle n’a aucune part à sa réalisation.

### B. Dialectique

#### 1. L’universel inconditionné

##### a) Introduction
L’universel inconditionné consiste à être pour soi et à entrer en relation avec l’autre en général.

##### b) Dialectique
L’universel inconditionné est objet pour la conscience, il est medium universel de beaucoup de matières subsistantes, ce qui réduit à rien ces matières car elles sont « pour un autre » (c'est-à-dire lui). Autrement dit, l’universel inconditionné est un mouvement unificateur de ce qui le compose. Ce mouvement est ce que l’on nomme la force.

#### 2. La force

##### a) Introduction
La force apparaît alors comme non-objective, (elle est ce qui fait « tenir » l’objet) ou comme « intérieur des choses ».

##### b) La force unique
Même s’il faut que la force s’extériorise, que cet autre des matières déployées la sollicite, celui-ci lui doit son autostance. La force rencontre donc une difficulté à sortir de soi.

##### c) Le jeu des forces
Une autre force est donc nécessaire pour que la force sorte de soi. Sont donc présentes en même temps deux forces, l’une ne tenant son essence que de l’autre.
Le concept de force ne se maintient donc que par le jeu des forces. La force n’est qu’extériorité, que le fait de se sursumer soi-même. La réalisation de la force est donc perte de réalité. Au terme de cette expérience, l’entendement voit disparaître la « réalité » objectivée qu’il comprend maintenant comme conceptuelle. L’essence est donc reconnue comme logique, désontologisée. La conscience devient entendement.

#### 3. L’interne et le phénomène

##### a) Introduction
Il y a alors deux universels, l’entendement et la force refoulée dans soi, comme objet de l’entendement, reconnu comme concept mais encore posé comme objectif. Ce second universel est l’intérieur des choses. Le moyen terme qui syllogise ces deux extrêmes est l’être déployé de la force, un disparaître nommé « phénomène ».
Dans l’intérieur vient à s’ouvrir au-delà du monde sensible compris comme phénoménal, un monde suprasensible, vrai. L’expérience se déroule désormais dans cet intérieur. L’entendement renoncera peu à peu à son objectivation.

##### b) Dialectique
- Le monde suprasensible.

L’intérieur ne
peut être connu (voir la Critique de la raison pure de Kant), il est déterminé justement comme l’au-delà de la conscience. Mais s’il n’y avait rien de plus dans l’intérieur, il ne resterait alors qu’à s’en tenir au phénomène, c'est-à-dire de prendre comme vrai quelque chose dont nous savons qu’il ne l’est pas.
Pour l’entendement, l’intérieur est le vrai comme simple, non-rempli par le jeu des forces. C’est-à-dire la « différence », la loi de la force.
- Le royaume des lois.

Cette différence universelle simple a pour essence l’échange apaisé, égal à soi. Ceci est exprimé dans la loi, comme image permanente du phénomène instable. Le monde suprasensible est du même coup un calme royaume des lois.
Mais le royaume des lois n’accomplit pas le phénomène. Par là demeure au phénomène un côté qui n’est pas dans l’intérieur. Une loi déterminée ne peut être universelle, une loi universelle ne peut être déterminée et accomplir le phénomène. Il y a donc une déficience de la loi.
La loi apparaît ainsi sous un double aspect : la loi proprement dite bascule du côté du phénomène mais en tant qu’elle exprime le tout sous la raison de la simplicité, elle est à nouveau la force intérieure, différence pure.
Il y a donc un cycle. Il s’ensuit un mouvement qui s’appelle « expliquer ». La différence de la chose lui est soustraite (c’est la loi du monde suprasensible). Le mouvement tombe seulement dans l’entendement, non dans l’objet, et ce mouvement est immédiatement le contraire de lui-même.
- Le monde renversé.

L’entendement fait l’expérience que c’est de la loi du phénomène lui-même qu’adviennent des différences qui n’en sont pas, le « devenir inégal de l’égal ».
Une deuxième loi dont le contenu est opposé à la première exprimant le devenir égal de l’inégal émerge alors. L’entendement tente de rassembler ces deux lois. Le calme royaume des lois se trouve inversé donc dans son contraire. Un deuxième monde suprasensible se forme, c’est le « monde renversé ».
Dans le monde renversé, l’intérieur devient phénomène, l’ancien phénomène conservant pour soi le principe de l’échange. Finalement le monde renversé est le monde phénoménal passé par la médiation du premier monde suprasensible.

##### c) Transition et conclusion
C’est donc le pur échange, ou l’opposition dans soi-même, ou contradiction, qu’il importe pour l’entendement de penser. Dans la différence intérieure, l’opposé n’est pas seulement un des deux : l’autre est immédiatement présent-là. Il est lui-même et son opposé dans une unité. C’est ainsi seulement qu’il est la différence comme intérieure, ou infinité.
Que le simple de la loi soit l’infinité, signifie : la loi est quelque chose d’égal à soi-même, mais qui en soi est la différence : elle est un homonyme qui se dédouble. Cette infinité simple, ou le concept absolu, est nommée l’essence de la vie. Toujours-déjà l’unité est scindée et la question de l’entendement qui porte sur une causalité de type représentatif vient trop tard.
L’infinité, ou cette inquiétude absolue de se mouvoir soi-même, a été l’âme de tout ce qui précède, mais c’est seulement dans l’intérieur, comme acte d’expliquer, qu’elle est venue au jour librement. En tant qu’elle est enfin objet pour elle-même, la conscience est autoconscience ou conscience de soi.
Le progrès à partir des figures de la conscience auxquelles le vrai était une chose, non seulement n’est possible que pour une auto conscience, mais également elle seule est la vérité de ces figures. Ceci, la conscience ne le sait pas encore.
Nous voyons que dans l’intérieur du phénomène, l’entendement n’est pas autre chose que le phénomène lui-même : la conscience ne fait l’expérience que d’elle-même. Ce que la conscience sait en tant qu’elle se sait elle-même est exposé dans la partie autoconscience.